# Renealmia purpurea
Renealmia purpurea är en enhjärtbladig växtart som beskrevs av Paulus Johannes Maria Maas och Hillegonda Maas. Renealmia purpurea ingår i släktet Renealmia och familjen Zingiberaceae.
Artens utbredningsområde är Peru. Inga underarter finns listade i Catalogue of Life.